# Celama okanoi
Celama okanoi är en fjärilsart som beskrevs av Inoue 1958. Celama okanoi ingår i släktet Celama och familjen trågspinnare. Inga underarter finns listade i Catalogue of Life.